# Miltogramma bimaculatum
Miltogramma bimaculatum är en tvåvingeart som beskrevs av Chao och Zhang 1988. Miltogramma bimaculatum ingår i släktet Miltogramma och familjen köttflugor. Inga underarter finns listade i Catalogue of Life.